# Le Noyer (Hautes-Alpes)
Le Noyer település Franciaországban, Hautes-Alpes megyében. Lakosainak száma 306 fő (2022. január 1.). Le Noyer Gap, Le Glaizil, Poligny, Dévoluy és Aubessagne községekkel határos.

## Népesség
A település népességének változása:
| Lakosok száma | 263  | 215  | 243  | 237  | 277  | 289  | 292  | 301  | 306  | 306  |
|               | 1968 | 1982 | 1990 | 2006 | 2013 | 2015 | 2017 | 2019 | 2020 | 2022 |